# 한미 연합지휘소 훈련
한미 연합지휘소 훈련(CPT: Command Post Training)은 2019년 8월 11일부터 20일까지 실시된 한국군과 미군의 연합훈련이다.

## 역사
2019년 키 리졸브 훈련과 독수리 훈련이 폐지되었다. 이에 따라 "동맹 19-1" 훈련을 상반기 3월에, "동맹 19-2" 훈련을 하반기 8월에 실시했다. "동맹 19-2" 훈련은 훈련 실시 하루 전인 10일에 "한미 연합지휘소 훈련"이라고 명칭이 변경되었다.
실제 야외 기동 훈련이 아니라 워게임을 하는 지휘소 훈련이다.
북한이 매우 반발하여 동해상으로 미사일을 자주 발사했다.
한미연합지휘소 훈련은 옛 을지 프리덤 가디언 훈련으로 올해는 야외 기동훈련이 아닌 전시작전권 전환을 대비한 지휘소 훈련으로 실시됐다.
11~14일 1부(방어)와 17~20일 2부(반격)로 나눠서 진행했다. 한미는 병력과 장비를 실제 기동하지 않고 컴퓨터 시뮬레이션으로 운용하는 지휘소연습(CPX) 방식으로 훈련을 실시했다.
한 예비역 장성은 "3월 키 리졸브 연습 때 지휘소 연습을 하는데 비슷한 워 게임을 두 번 하겠다는 건 어떤 의미인지 모르겠다"며 "기동 훈련을 하지 않으면 한미 연합 전력이 약화될 것"이라고 말했다. 원래 상반기에는 실제 야외기동훈련, 하반기에는 컴퓨터 워게임인 지휘소훈련을 하는데, 2019년에는 상반기에도 워게임을 했다.